# ルベーグ外測度
数学におけるルベーグ外測度（ルベーグがいそくど、英: Lebesgue exterior measure, Lebesgue outer measure）は、 Rn の各部分集合に対しそれが占める体積に相当する非負拡大実数を対応付ける集合函数である。
現代的なルベーグ測度の構成は、この外測度の概念を通じて与えられる。

## 性質
- 区間 {\displaystyle I=[a_{1},b_{1}]\times [a_{2},b_{2}]\times \ldots \times [a_{n},b_{n}]\quad (a_{i}\leq b_{i})} に対し {\displaystyle \mu ^{*}(I)=(b_{1}-a_{1})(b_{2}-a_{2})\dotsb (b_{n}-a_{n}).}
- 特に {\textstyle \mu ^{*}(\emptyset )=0.}
- 劣加法性: {\displaystyle \mu ^{*}{\Big (}\bigcup _{j=1}^{\infty }E_{j}{\Bigr )}\leq \sum _{j=1}^{\infty }\mu ^{*}(E_{j}).}
- 特に単調性: {\textstyle A\subseteq B\implies \mu ^{*}(A)\leq \mu ^{*}(B).}
- 平行移動不変性: {\textstyle A_{\lambda }:=\{x+\lambda \mid x\in A\}} と置けば {\displaystyle \mu ^{*}(A)=\mu ^{*}(A_{\lambda }).}
- 線型変換 T: Rn → Rn に対し {\textstyle TA:=\{Tx\mid x\in A\}} と書けば {\displaystyle \mu ^{*}(TA)=|T|\mu ^{*}(A)} が成り立つ。ただし |T| は変換の行列式である。

## 定義
基本集合 {\textstyle I=[a_{1},b_{1}]\times [a_{2},b_{2}]\times \dotsb \times [a_{n},b_{n}]\quad (a_{i}\leq b_{i})} に対し、その体積を {\textstyle \operatorname {vol} (I):=(b_{1}-a_{1})(b_{2}-a_{2})\dotsb (b_{n}-a_{n})} と定義する。
全体集合 Rn を区間の可算列によって被覆できる（なんとなれば {\displaystyle \mathbb {R} ^{n}\subseteq \bigcup _{j=1}^{\infty }[-j,j]^{n}} が成立することをみればよい）から、Rn の任意の部分集合 E が上記の基本集合の可算合併で被覆できることは明らかな事実である。そこで E のルベーグ外測度を {\displaystyle \mu ^{*}(E):=\inf {\Big \{}\sum _{j=1}^{\infty }{\hbox{vol}}(I_{j}):\bigcup I_{j}\supseteq E{\Bigr \}}} と定義する。ただし下限 inf は E を被覆する任意の基本集合列 Ij にわたってとるものとする。
これにより外測度 {\displaystyle \mu ^{*}\colon 2^{\mathbb {R} ^{n}}\to \mathbb {R} ^{+}\cup \{\infty \}=[0,\infty ]} が定まる。

## 零集合
Rn の部分集合 E がルベーグ測度零またはルベーグ零集合であるとは、そのルベーグ外測度の値が零となるときに言う。これはルベーグの測度論においては、外測度零の任意の集合が可測でありかつその任意の部分集合が測度零であるという形で生じる。